# L'isola del muto
L'isola del muto è un romanzo di Guido Sgardoli edito da Edizioni San Paolo nel 2018. È una saga familiare ambientata in un isolotto della Norvegia che attraversa un arco temporale di quasi due secoli, dal 1816 al 1972. Racconta la storia di un faro e degli uomini e delle donne che si sono alternati alla sua conduzione, attraverso i cambiamenti della Storia e del costume, ma, soprattutto, della stessa famiglia: i Bjørneboe.
Nel 2018 il romanzo ha vinto il Premio Andersen come miglior libro oltre i 15 anni. L'anno seguente è entrato nei White Ravens , la lista di merito stilata dalla Internationale Jugendbibliothek di Monaco di Baviera.

## Trama
1812. Arne Bjørneboe è un giovane marinaio sfigurato e reso sordo per gli effetti di una cruenta battaglia navale. Esonerato dal servizio e convinto che la sua vita non abbia più alcun senso, si trascina da una taverna all’altra bevendo e chiedendo l’elemosina. Per protesta contro un destino tanto avverso, decide di non parlare più e da allora per tutti diventa il Muto. Quando il provveditore della città decide che verrà costruito un nuovo faro sopra un isolotto all’entrata del porto, la scelta di chi dovrà occuparsene cade inevitabilmente su Arne, un uomo che non ha legami e nulla da perdere, e che forse è in attesa di una seconda possibilità. In cima a uno scoglio arido battuto dal vento e dal mare, senza nessun’altra compagnia che gli uccelli, l’aspetto fisico di Arne è secondario. Sarà l’inizio di una lunga e incredibile discendenza, capace di generare, eroi, patrioti, filosofi, contrabbandieri, soldati, artisti,  protofemministe; un caleidoscopio di umanità con tutti i pregi e i difetti connessi; un universo che ruota intorno a un punto fermo e rassicurante: l’isola e il faro che la domina. Attraverso i personaggi che si susseguono e che interagiscono tra loro in un periodo lungo quasi duecento anni, L’isola del muto pone interrogativi sul senso di appartenenza, sulla famiglia, sulle proprie radici, sul libero arbitrio e il destino.     

## Personaggi
- Arne Bjørneboe: il capostipite della famiglia, detto il Muto.

## Premi
Premio Andersen 2018 – miglior libro oltre i 15 anni